# ママドゥ・クヤテ
ジェリ・ママドゥ・クヤテ（Djeli Mamadou Kouyaté）は、19世紀生まれのグリオの一人である。1991年に亡くなった。グリオ（griot）とは、西アフリカの吟遊詩人であり、ジェリ（djeli）ともいう。

## 生涯
ママドゥ・クヤテの母はビントゥ・クヤテ（Bintou Kouyaté）といい、父はグリオのジェリ・ケディアン・クヤテ（Djeli Kedian Kouyaté）である:9-11。ママドゥ・クヤテの父系リネージは、スンジャタ・ケイタのグリオ、すなわち、スンジャタに付き従い、彼の功績を子々孫々にまで伝えることを誓ったバラ・ファセケ・クヤテを祖先とする:9-11。ママドゥは父のケディアンに師事してグリオになるための修行をした:9-11。
まだフランス領ギニア時代の1950年代、ママドゥ・クヤテはシギリ地域圏のジェリバ・コロ村（Djeliba Koro）に住んでいて、そこに歴史学者のジブリル・タムシル・ニアヌが訪ねてきた:5-7。ママドゥ・クヤテは D. T. ニアヌに、歴史上のスンジャタ・ケイタの生涯に基づいて構成されたスンジャタ叙事詩をコンパクトにまとめた短縮版を語って聞かせた:5-7。D. T. ニアヌはこれを文字化し、また、フランス語に翻訳した:5-7。こうして1960年に出版されたのが Soundiata ou l'épopée mandingue （スンジャタ、又はマンディングの叙事詩）である:5-7。この書籍により、アフリカ外の人々にスンジャタ叙事詩の内容が初めて知られるようになった。
1986年に劇作家のパトリック・モフル（Patrick Mohr）も、ママドゥ・クヤテからスンジャタ叙事詩を聞いたのちに、スンジャタの英雄譚を演劇化した作品、Soundjata を制作した。
ジェリ・ママドゥ・クヤテは、1991年7月にブルキナ・ファソの首都、ワガドゥグーで亡くなった。